# Aladja banka
Aladja banchia este o arie protejată (sit de importanță comunitară — SCI) din Bulgaria întinsă pe o suprafață de 669,64 ha, integral marine.

## Localizare
Centrul sitului Aladja banchia este situat la coordonatele 43°16′41″N 28°03′24″E / 43.2781°N 28.0567°E.

## Înființare
Situl Aladja banchia a fost declarat sit de importanță comunitară în noiembrie 2013 pentru a proteja 4 specii de animale.

## Biodiversitate
Situată în ecoregiunea marină a Mării Negre, aria protejată conține 2 habitate naturale: Bancuri de nisip acoperite în permanență slab de apă marină, Recifuri.
La baza desemnării sitului se află mai multe specii protejate:
- mamifere (2): marsuin (Phocoena phocoena), delfin mare (Tursiops truncatus)
- pești (2): scrumbie de dunăre (Alosa immaculata), rizeafcă (Alosa tanaica)

Pe lângă speciile protejate, pe teritoriul sitului au mai fost identificate 5 specii de nevertebrate.